# Zekirija Ramadani
Zekirija Ramadani lub Zekirija Ramadan (mac. Зекирија Рамадани (Рамадан); ur. 21 stycznia 1978 w Skopju) – północnomacedoński piłkarz i trener piłkarski pochodzenia albańskiego, członek reprezentancji U-21 oraz seniorskiej.